# 克萊鎮區 (密蘇里州謝爾比縣)
克萊鎮區（英語：Clay Township）是位於美國密蘇里州謝爾比縣的一個行政鎮區。

## 地方資料
克萊鎮區的面積為138.22平方千米，當中陸地面積為136.78平方千米，而水域面積為1.43平方千米。根據2020年美國人口普查的數據，當地共有人口1117人，而人口密度為每平方千米8.08人。